# Tószeg vasútállomás
Tószeg vasútállomás egy Jász-Nagykun-Szolnok vármegyei vasútállomás, Tószeg településen, a MÁV üzemeltetésében. A település központjában helyezkedik el, közúti elérését a 4625-ös útból kiágazó, rövid 46 341-es út biztosítja.

## Vasútvonalak
Az állomást az alábbi vasútvonalak érintik:
- Kecskemét–Szolnok-vasútvonal

## Kapcsolódó állomások
A vasútállomáshoz az alábbi állomások vannak a legközelebb:
- Piroska megállóhely
- Tiszavárkony megállóhely

## Megközelítése tömegközlekedéssel
- Helyközi busz:  533
- Távolsági busz:  1464

## Forgalom
| Járat | Útvonal | Gyakoriság |
| ----- | --- | ---------- |
| S220  | Szolnok – Piroska – Tószeg – Tiszavárkony – Tiszajenő-Vezseny – Tiszajenő alsó – Óbög – Újbög – Tiszakécske – Kerekdomb – Lakitelek – Árpádszállás – Szikra – Világoshegy – Nyárjas – Nyárlőrinc alsó – Nyárlőrinc – Nyárlőrinci szőlők – Kisfái – Alsóúrrét – Kecskemét | 2 óránként |